# Radica-Krylovka
Radica-Krylovka è una cittadina della Russia europea occidentale, situata nella oblast' di Brjansk. È dipendente amministrativamente dal distretto urbano della città di Brjansk.
Sorge nella parte orientale della oblast', pochi chilometri a nordest di Brjansk, alla confluenza del piccolo fiume Radica nella Bolva.